# 绍夫里
绍夫里（法語：Chauffry，法語發音：[ʃofʁi] ⓘ）是法国塞纳-马恩省的一个市镇，属于莫城区。

## 地理
绍夫里（48°49'6"N, 3°11'6"E）面积5.16 平方千米，位于法国法蘭西島大區塞纳-马恩省，该省份为法国北部内陆省份，北起瓦兹省，西接埃松省、马恩河谷省、塞纳-圣但尼省和瓦兹河谷省，南至卢瓦雷省，东南接约讷省，东临马恩省和奥布省，东北接埃纳省。
与绍夫里接壤的市镇（或旧市镇、城区）包括：布里地区沙伊、圣但尼莱勒拜、圣西梅翁、布瓦西勒沙泰勒。

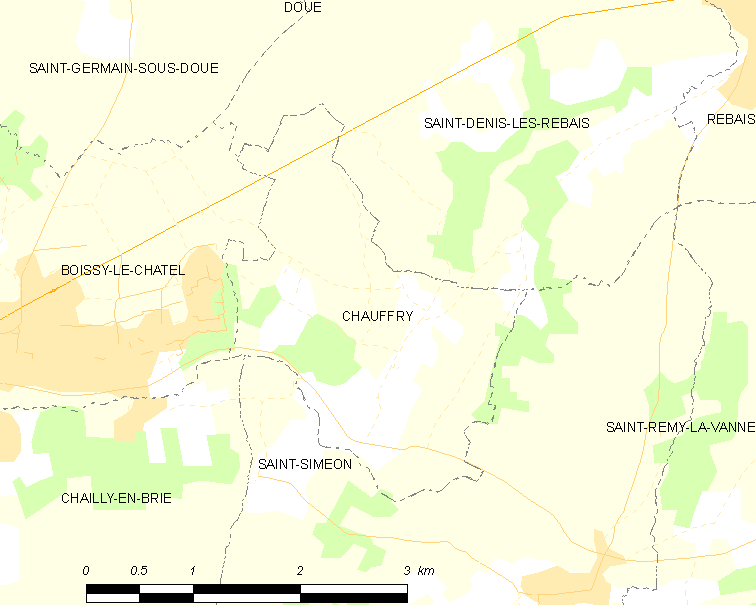
绍夫里的OSM定位图

绍夫里的时区为UTC+01:00、UTC+02:00（夏令时）。

## 行政
绍夫里的邮政编码为77169，INSEE市镇编码为77106。

## 政治
绍夫里所属的省级选区为库洛米耶县。

## 人口

1962-2008年间绍夫里人口变化图示

绍夫里于2022年1月1日时的人口数量为1004人。